# 阿尔德亚森特内拉
阿尔德亚森特内拉，是西班牙埃斯特雷马杜拉卡塞雷斯省的一个市镇。总面积111平方公里，总人口898人（2001年），人口密度8人/平方公里。